# Guardiamarina

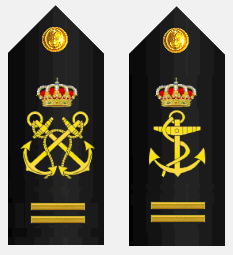
Cavaller guardiamarina i Aspirant de quart i segon any respectivament.

 Guàrdiamarina  és el nom donat als alumnes o aspirants a oficials en moltes Marines de Guerra.

## Armada Espanyola
El grau de guardiamarina existeix a Espanya des de 1717. Els cavallers o dames guardiamarines són els alumnes aspirants a ser oficials de l'Armada. Constitueixen el grau més baix del Cos d'Oficials. Es denomina així als alumnes de tercer i quart curs de l'Escola Naval Militar. Poden ser del Cos General de l'Armada, del d'Infanteria de Marina o del d'Intendència de l'Armada.
Procedeixen dels Cavallers o Dames Aspirants, que és com s'anomena als alumnes de l'Escola Naval Militar durant els dos primers cursos del seu pla d'estudis. Per a l'ingrés com a aspirant s'ha de tenir la selectivitat i aprovar una oposició, passar un reconeixement mèdic i superar unes proves físiques.
Durant el període com guardiamarines, se sol fer el creuer d'instrucció (de diversos mesos) a bord del vaixell escola  Juan Sebastián Elcano ; el primer precedent va ser el viatge de circumnavegació emprès el 1892 per la corbeta Nautilus sota el comandament del Capità de Fragata Fernando Villaamil.
Un cop superats els cursos de guardiamarina, són ascendits a alferes de fragata (els de Cos General) o alferes, que és el cinquè curs de la carrera d'Oficial de l'Armada. En superar aquest curs reben els seus despatxos com alferes de navili o tinents, i són destinats a unitats de l'Armada.